# カーネ
カーネ（ハワイ語: Kāne）はハワイ神話の生殖の神で、その中でもカーネはクー、ロノ、カナロアと共に4大神をなす。ポリネシア神話ではターネ（Tāne）に相当する。

## 生殖の神
カーネは生殖の神で、アリイも一般人も祖先として拝んだ。『クムリポ』の比較的後期の版では、カーネは神々を住む上の天、下の天、人間が楽園として住む地上の三界を創造して、地上には海の生物、植物、動物を与えて、男と女が住めるようにした。『クムリポ』の創世神話では、神々が最初に創造した人はカーネが主な働きをして、クーとロノは脇役で、これら三人の神のtrilogy（lahui akua = Union of gods）の力で完成したという。 

## 余話
カーネの化身に雷の神カネヘキリ（Kane-Hekili）があり、カメハメハ大王に滅ぼされるマウイ島のカヘキリ王は自身がカネヘキリの子孫であると信じていたという。また、「カーネの水」（Water of Kāne）とは死者を蘇らすことができる命の水であった。 

## 参照項目
- ハワイ神話
- マオリ神話